# 戴維·湯普森 (籃球員)
戴维·汤普森（英語：David Thompson，1954年7月13日—），男，美国前职业篮球运动员，曾效力于ABA和NBA联盟。